# Roman Rogocz
Roman Rogocz (* 9. August 1926 in Królewska Huta; † 7. Februar 2013) war ein polnischer Fußballspieler in den Jahren 1947 bis 1961. Er hatte sein Debüt in der polnischen ersten Liga am 20. März 1949. 2005 wurde er zum Fußballer der 60-jährigen Geschichte von Lechia Gdańsk gewählt. Später war er als Fußballtrainer tätig.
Am Abend des 7. Februars 2013 starb Rogocz im Alter von 86 Jahren nach einer langwierigen schweren Krankheit in seinem Heimatland Polen.